# ニーヴン・ブッシュ
ニーヴン・ブッシュ（Niven Busch , 1903年4月26日 - 1991年8月25日）は、アメリカ合衆国ニューヨーク州ニューヨーク市出身の脚本家、小説家。1942年に女優のテレサ・ライトと結婚し、1952年に離婚した。

## 初期のキャリア
ニーヴン・ブッシュは1903年4月26日にアメリカ合衆国のニューヨーク州ニューヨーク市マンハッタンにて、銀行家一家の出身で株式ブローカーであるドイツ系の父とイングランド人移民の母の間の息子として生まれた。同州ハムレットのオイスターベイで少年時代を過ごし、パブリックスクールに通った。
1920年代前半にタイム誌で働き始め、数年後に編集者に昇進した。ザ・ニューヨーカー誌でも働き、最初の本『21 Americans』は同誌に登場した現代アメリカの21人の有名人についてまとめたもので1931年に出版された。
1932年に父を通じて繋がりがあったルイス・J・セルズニックの息子、マイロン・セルズニックの助力を得てワーナー・ブラザースで映画脚本の執筆の仕事を始めた。同年に公開されたハワード・ホークスの『The Crowd Roars』（日本語題：『群衆の歓呼』）でそのデビューを飾った。

## ハリウッドでの活躍
ワーナー・ブラザース以外にも20世紀フォックス、パラマウント・ピクチャーズ、ユニバーサル・ピクチャーズ、ゴールドウィン・ピクチャーズのようなハリウッドの主要な映画スタジオでも働いた。
アカデミー原案賞にノミネートされた『In Old Chicago』（日本語題：『シカゴ』）はブッシュがストーリーの原案を考えた作品だった。1940年には監督のフランク・ハワードとプロデューサーのサミュエル・ゴールドウィンの下で『西部の男』の脚本を共同で執筆した。その後まもなく、ゴールドウィンにプロ野球選手ルー・ゲーリッグの伝記映画を製作するように推薦し、ゲイリー・クーパーとテレサ・ライトが共演する『The Pride of the Yankees』（日本語題：『打撃王』）の製作が決まった。
愛国的な映画製作の題材として野球映画の企画が提案された時、ゴールドウィンはストーリー・エディターとして採用したブッシュに「客は野球を見たければ球場に行くだろうよ」と言って物語の筋を聞かないうちから映画が当たるわけがないと決め付けた。ブッシュも引かず、ここでルー・ゲーリッグの一代記を強く推薦した。そして「ルー・ゲーリッグ引退記念日」のニュース映画をゴールドウィンに見せたところ、試写室に明かりがついた時には彼はあふれ出る涙をぬぐい、「もう一度見せてくれ」と言った。二度目が終わると、ゴールドウィンは「ニューヨークのマルヴェイ（上級幹部）を呼び出せ。映画化権を手に入れよう」と叫んだという。この映画の出演交渉時にブッシュはゴールドウィンが一塁が何なのかすら理解しておらず、彼が野球に関してまったく無知なのに気付くことになる。脚本の土台となる原作はブッシュがポール・ギャリコに依頼したもので、テレサ・ライトのエレノア夫人役は当時彼女と結婚の約束をしていたブッシュがゴールドウィンを説得して実現したものだった。
ライトはこの後の映画『The North Star』（日本語題：『北極星』）でも主演が決まったものの、妊娠のために途中降板してしまった。ゴールドウィンは少し前に解雇したブッシュが彼女の役を嫌って妊娠させたんじゃないかと後々まで疑った。
1941年に彼が最初に執筆した小説『The Carrington Incident』がベストセラーとなり、続いて1944年に執筆した『Duel in the Sun』もその2年後に同名タイトルで映画化（日本語題：『白昼の決闘』）されて大ヒット作となった。その後に執筆した小説『They Dream of Home』（映画タイトルは『Till the End of Time』で、その日本語題は『時の終りまで』）と『The Furies』（映画タイトルも同名で、その日本語題は『復讐の荒野』）もそれぞれ映画化されている。

## ハリウッド後の人生
ブッシュは5人の女性と結婚し、このうち4人の妻と7人の子供をもうけた。子供の名前はソニア・フレイとの間の息子がピーター・ブリトン、フィリス・クーパーとの間の息子がブリトン・クーパー、テレサ・ライトとの間の息子がニーヴン・テレンスで娘がメアリー・ケリー、カルメン・ベイカーとの間の息子がジョセフ・ベイカーに双生児のニコラスとイライザである。
東海岸地域で育ったブッシュは西部の生活に憧れてカウボーイの衣装を着用するのを好み、作品にもその趣向を反映させていた。欲求を抑えきれなくなった彼は1951年にハリウッドを去り、カリフォルニア州北部の牧場に移住してこの地で小説の執筆に身を捧げる生活に突入した。さらに1970年頃には同州サンフランシスコに移住した。
1988年に映画『The Unbearable Lightness of Being』（日本語題：『存在の耐えられない軽さ』）でのサビーナがトマシュとテレサの死を知らせる手紙を受け取るシーンで「老人」を演じ、84歳にして俳優デビューを果たした。
サンフランシスコ大学の指導教授に就任した後、1989年に生涯最後の小説『The Titan Game』を仕上げた。
1991年8月25日にサンフランシスコの自宅にて心不全で死去。88歳没。

## 作品
ブッシュは以下の作品を執筆している。

### 伝記
- (1931年)  21 Americans

### ストーリー構成
- (1933年)  College Coach
- (1934年)  Cut Rate
- (1936年)  We the O'Learys
- (1941年)  Belle Star
- (1951年)  Distant Drums
- (1953年)  The Man from the Alamo

### 映画脚本
- (1932年)  The Crowd Roars - 日本語題『群集の歓呼（英語版）』
- (1932年)  Scarlet Dawn - 『スカーレット・ダウン（英語版）』
- (1932年)  Miss Pinkerton
- (1933年)  College Coach - 『カレッジ・コーチ（英語版）』
- (1934年)  Babbitt
- (1934年)  The Man With Two Faces
- (1934年)  The Big Shakedown - 日本語題『めりけん商売（英語版）』
- (1934年)  He Was Her Man - 日本語題『彼女の男（英語版）』
- (1935年)  Three Kids and a Queen
- (1935年)  Lady Tubbs
- (1937年)  In Old Chicago - 日本語題『シカゴ』
- (1939年)  Off the Record
- (1939年)  Angels Wash Their Faces
- (1940年)  The Westerner - 日本語題『西部の男』
- (1941年)  Belle Starr - 『ベル・スター（英語版）』
- (1946年)  The Postman Always Rings Twice - 日本語題『郵便配達は二度ベルを鳴らす』
- (1946年)  Till the End of Time - 日本語題『時の終りまで（英語版）』
- (1946年)  Duel in the Sun - 日本語題『白昼の決闘』
- (1947年)  Moss Rose - 『モス・ローズ（英語版）』
- (1947年)  Pursued - 日本語題『追跡』
- (1950年)  The Capture - 『ザ・キャプチャー（英語版）』
- (1950年)  The Furies - 日本語題『復讐の荒野』
- (1951年)  Distant Drums - 日本語題『遠い太鼓』
- (1953年)  The Man from the Alamo - 日本語題『平原の待伏せ』
- (1953年)  The Moonlighter - 『ザ・ムーンライター（英語版）』
- (1955年)  The Treasure of Pancho Villa - 日本語題『黄金の銃座（英語版）』
- (1962年)  The Wild Cat
- (1986年)  La Gloria y el Infierno

### 小説
- (1941年)  The Carrington Incident
- (1944年)  Duel in the Sun
- (1944年)  They Dream of Home
- (1946年)  Day of the Conquerors
- (1948年)  The Furies - 『復讐の荒野』として映画化
- (1950年)  The Capture
- (1953年)  The Hate Merchant
- (1955年)  The Actor
- (1959年)  California Street:A Novel
- (1962年)  The San Fanciscans
- (1965年)  The Gentleman From California
- (1973年)  The Takeover
- (1980年)  No Place for a Hero
- (1980年)  Continent's Edge
- (1989年)  The Titan Game (final novel) - 日本語翻訳本の題名『タイタン・ゲーム』(ISBN 978-4334760649)